# Czerwenakowo
Czerwenakowo (bułg. Червенаково) – wieś w południowo-wschodniej Bułgarii, w obwodzie Sliwen, w gminie Twyrdica. Według danych szacunkowych Ujednoliconego Systemu Ewidencji Ludności oraz Usług Administracyjnych dla Ludności, 15 czerwca 2020 roku miejscowość liczyła 146 mieszkańców.

## Położenie
Wieś znajduje się w małej kotlinie, w Srednej Gorze. Przez Czerwenakowo przepływa Tundża.